# Leipziger Liederszene
Die Leipziger Liederszene in der Deutschen Demokratischen Republik bestand aus Liedermachern und Chansoninterpreten, singenden Schauspielern, Textern, Komponisten und weiteren Musikern. Sie wird charakterisiert durch Besonderheiten wie eine außergewöhnliche Vielfalt der Stile und Darbietungsformen, einen Lyriker als Zentrum der Szene und einen Schauspieler als Lehrer der Formen. Leipzig wurde als „Hauptstadt des Chansons“ der DDR bezeichnet.

## Vorgeschichte der 1960er und 1970er Jahre: drei Dissidenten
Auf „Beschluß zur Entwicklung der Singebewegung“ des Zentralrats der FDJ von 1966 wurde eine strikte pro-sozialistische Ausrichtung für diese gefordert. Als die FDJ-Singebewegung landesweit etabliert war, begannen einige Liedbewegte, eigene kritische Texte zu schreiben, darunter die Liedermacher Gerulf Pannach und Christian Kunert. Wenige Jahre vorher noch beim Kreiskabinett für Kulturarbeit zuständig für die „Singebewegung“, sang Pannach inzwischen Verse wie: „Überholen ohne einzuholen,/ das ist DDR-konkret./ Idioten macht man zu Idolen,/ weil sie loben, was besteht.“ Er sowie die Gruppe Renft, für die Pannach sowie Kurt Demmler getextet hatten, bekamen ein Auftrittsverbot bzw. wurden verboten.

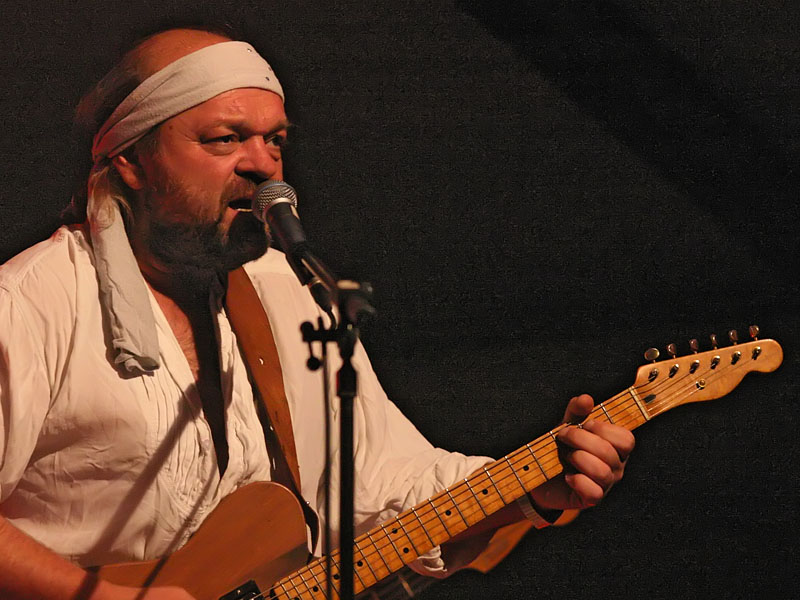
Christian Kunert bei einem Auftritt der Klaus Renft Combo 2003

Etwa zeitgleich begann der Liedermacher und Lyriker Michael Sallmann, aus der Leipziger Songgruppe hervorgegangen, mit kritischen Texten aufzutreten. Die Kulturdirektion Leipzig entzog ihm die Auftrittserlaubnis, die Band distanzierte sich von ihm, er wurde exmatrikuliert und schrieb dazu folgenden Vierzeiler, der an François Villon erinnert: „Aller Frustration zum Hohn/ schreib ich diesen Vers./ Es blüht der feuerrote Mohn/ auch ohne Euch. Das wär’s.“ Als er weiter illegal auftrat, wurde er verhaftet und nach West-Berlin abgeschoben.
Die Funktionäre hatten damit ihre Nagelprobe bestanden, und einige von ihnen, wie Genosse Geldner, blieben bis zur Wende im Amt. Die FDJ setzte bis dato auf Singeklubs. Die ließen sich „wunderbar (und sicher nicht unfreiwillig) vor den propagandistischen Staatskarren spannen“. In dieses Konzept passte allerdings nicht die immer beliebter werdende Rockmusik, in den 1970er Jahren auch schon mit deutschen Texten, später Liedermacher und Folkloristen, zu denen als Übergangsprojekte in den 1970er Jahren auch einige Songgruppen zählten, u. a. die Songgruppe 11/1 und Leipziger Songgruppe am Zentralen Klub der Jugend und Sportler (Leiter Odwin Quast), aus der die Gruppe Bistro und Michael „Salli“ Sallmann hervorgegangen sind.

## Ein „Knast-Projekt“
Etwa zeitgleich (ab 1971) begannen auch Andreas Reimann als Texter und Hubertus Schmidt als Sänger und Komponist mit ersten Liedprogrammen. Nachdem der Lyriker Andreas Reimann wegen seiner Gedichte zu zwei Jahren Haft verurteilt worden war und im Cottbusser Gefängnis Hubertus Schmidt kennengelernt hatte, sprachen sie im Gefängnis „viel über Kunst“. Das führte dazu, dass Schmidt nach seiner Entlassung an der Leipziger Musikhochschule studierte. Als Hubertus Schmidt ein halbes Jahr in der Robert-Koch-Klinik verbringen musste, brachte ihm Reimann 50 Texte vorbei, die er vertonte. Das war allerdings der Beginn von etwas Neuem in der Szene: poetisch anspruchsvolle Texte und sauber komponierte Klaviermusik à la Brecht und Weill. Schmidt arbeitete dann mit Werner Bernreuther an der Interpretation und seinem Bühnenhabitus.
So schufen sie mit ihrem „Knast-Projekt“ inhaltlich sowie künstlerisch einen Gegensatz zu Repertoire und Aufführungsweise der Singeklubs, der für viele Interpreten zu einem Orientierungspunkt wurde.

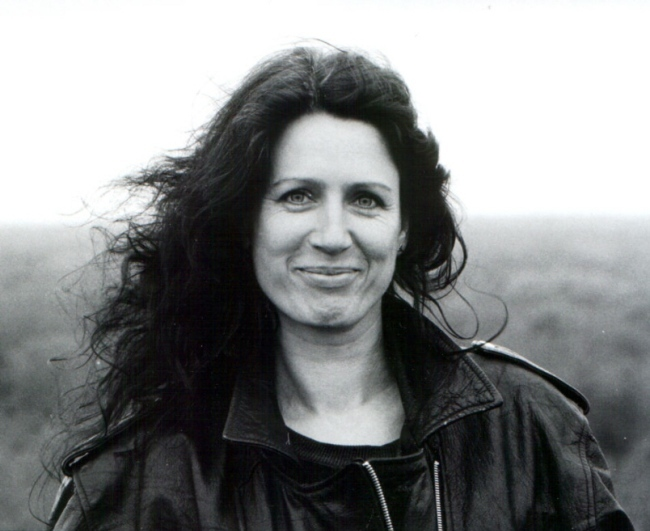
Ilona Schlott

## Genregrenzen
Die Genregrenzen zwischen Lied/Chanson, Folk und Rocksong waren bis Ende der 1980er Jahre noch sehr manifest – im Gegensatz zu heute häufig verwendeten Begriffen „Singer-Songwriter“ und „Weltmusik“. Nur Clemens Wachenschwanz bezeichnete sich eine Zeitlang als „Lieder-Niedermacher“, was aber mehr ein Werbegag war. Einige andere Akteure betonten den Begriff „(Lied)Theater“.

## Repression
Heinz-Martin Benecke saß als Mitglied des Kabaretts „Rat der Spötter“ in Untersuchungshaft. Es war nicht unüblich, sich von Leuten, die politische Probleme hatten, zu distanzieren. In Leipzig überwog gegenseitige Hilfe, auch in schwierigen Situationen: materielle Unterstützung, künstlerische Beratung auf privater Ebene, Privataufnahmen ohne Gewinn und Entlohnung für die Privatstudiobesitzer wie Hubertus Schmidt und Peter Gläser. Der Arbeitskreis Chanson trat in den 1980er Jahren offiziell auch für Kollegen ein, wenn ihnen die Spielerlaubnis entzogen werden sollte. Akram Mutlak und Dieter Kalka wurden von der Bezirkskommission für Unterhaltungskunst eingeladen, das strittige Repertoire vorzutragen. Kalka wurde daraufhin für einen Fördervertrag vorgesehen, den der Chef der KGD, Genosse Chalupsky, zuerst zwar nicht unterschreiben wollte, der dann aber doch über seinen Tisch ging. Als die Münzenberger Gevattern-Combo Ende der 1980er Jahre das zweite Mal verboten wurde und es keine Aussicht auf eine neue Spielgenehmigung gab, hatte Hubertus Schmidt vor, mit Jens-Paul Wollenberg gemeinsam ein Programm zu erarbeiten mit dem Ziel, dass auch Wollenberg einen „Berufsausweis“ erhielt. Nicht umsonst gab es in Leipzig schon Mitte Oktober 1989 Solidaritätskonzerte für die inhaftierten Demonstranten – voran die Sänger der Leipziger Liederszene. Dadurch entstand der Begriff „Leipziger Solidarität“.

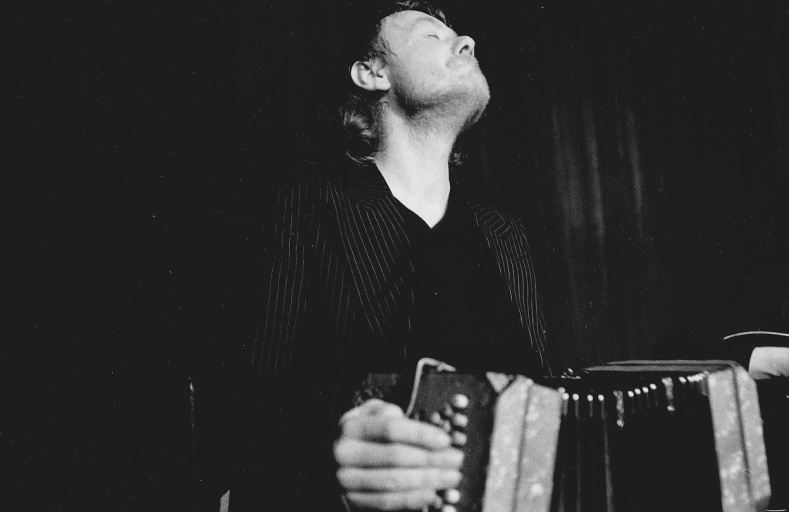
Leipziger Liederszene: Jürgen B. Wolff mit Konzertina

## Auftrittsorte
In den 1980er Jahren gab es einige Kulturhäuser, die regelmäßige Chanson- und Liedveranstaltungen durchführten, allen voran das Haus der Volkskunst (Uwe Kunath) u. a. mit der Reihe „Überbrettl“ von Hubertus Schmidt; Susanne Grütz und Dietmar Voigt, das Chanson-Café im Café Günther, das Kulturhaus Mühlstraße (Gerd Harry Lybke, später „Irmchen“), unter Michael Gatnijewski liefen im Kulturhaus „Erich Zeigner“ (Volksmund: Eiskeller) 79 Folgen der Reihe „Steffens Gäste“ mit Steffen Mohr als Gastgeber, die Leipzig-Information, der Zentrale Klub der Jugend und Sportler (Haus Leipzig), das Klubhaus Nationale Front („naTo“), das Jugendklubhaus „Jörgen Schmidtchen“ unter Petra Lux, das Klubhaus Völkerfreundschaft Grünau sowie beinahe alle Studentenclubs, vor allem die Moritzbastei, der C4 unter Gerd Arnold und der Club der DHfK unter Clemens Wachenschwanz und nicht unerheblich die Studentenbühne der Karl-Marx-Universität.
Dazu kamen einige Kirchen, vor allem die Lukaskirche von Pfarrer Christoph Wonneberger und einige illegale Veranstaltungsorte wie die Wurzener Ringelnatzklause.

## Staatliche Institutionen

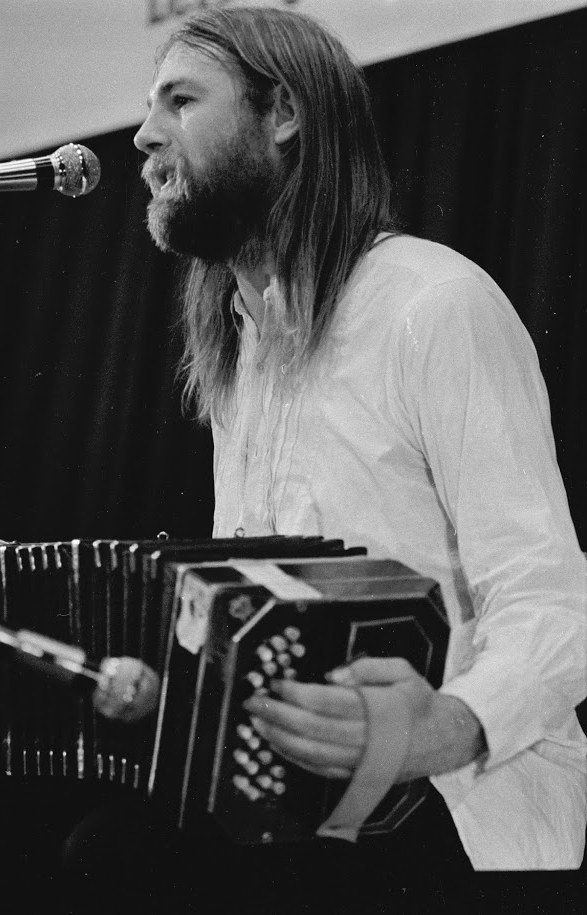
Leipziger Liederszene, Dieter Kalka am Bandoneon

Um in der DDR auftreten zu dürfen, brauchte man eine Einstufung („Volkskunstschaffender“/„Amateur“) oder eine Zulassung als Unterhaltungskünstler („Profi“). Auf der Seite „Auftrittsgenehmigung für Künstler in der DDR“ sind die gesetzlichen Grundlagen ausführlich beschrieben.
Das Stadtkabinett für Kulturarbeit förderte Liedermacher im Talentestudio u. a. mit Gesangs- und Gitarrenunterricht (Joachim Schäfer) sowie Kompositionstheorie (Ralph Stolle). Peter Eichler beschrieb es so: „Letztendlich ging es nur darum, missliebige, realitätsnahe oder gar aufmüpfige Lieder gar nicht erst auf die Bühne zu lassen oder sie von dieser wieder herunterzuholen.“

## Werkstätten und Beratergruppen
In Leipzig fand jährlich eine Bezirkswerkstatt der Chansoninterpreten und Liedermacher statt. Hubertus Schmidt: „Die Bedeutung der Werkstätten und anderer zentralistisch gesteuerter Veranstaltungen als Beobachtungsmöglichkeit der Teilnehmer war durchaus allen bewusst, dennoch wurden diese als positive Bereicherung des eigenen Tuns empfunden!“
Viele Interpreten nutzten diese Veranstaltungen als Weiterbildung und Rückmeldung kompetenter Berater wie Werner Bernreuther (Schauspieler, Autor und Liedermacher), Jens-Uwe Günther (Komponist und Sänger), Andreas Reimann (Lyriker) und Thomas Heyn (Komponist). Die besten Beiträge wurden für ein Abschlusskonzert ausgewählt. Es wurden auch Preise vergeben.
Viele Leipziger Liedermacher nahmen außerdem an den von Bernreuther künstlerisch betreuten Chansontagen im Chansontage Kloster Michaelstein teil. Des Weiteren war der in Caféhäusern schreibende Lyriker Andreas Reimann für viele ein Gesprächspartner. Benecke bezeichnete ihn als „den Turm, das Zentrum“ der Szene.

## Folklore
In Leipzig fanden regelmäßig die von den Folkländern organisierten Folklorewerkstätten statt. Aus traditionellen Formen und Material entwickelten einige Bands Neues, zuerst Dieters Frohe Zukunft unter dem Markenzeichen „Neue deutsche Folklore“, satirisch-kritische Lieder im Folkloregewand. Nachdem die Folkländer sich zur Tanzband entwickelten, gründete Jürgen B. Wolff das Duo Sonnenschirm unter dem Markenzeichen „Brachialromantik“.

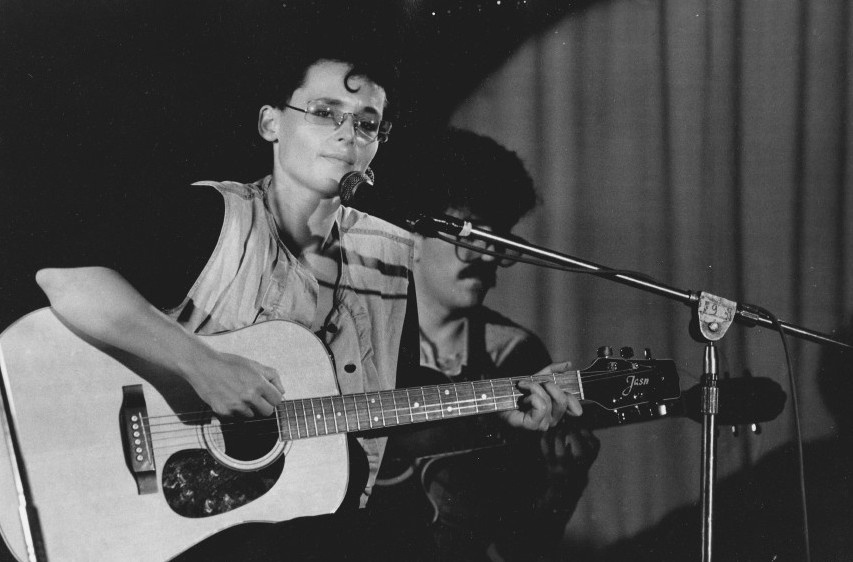
Leipziger Liederszene: Maike Nowak

## Interpreten
Zur Leipziger Liederszene gehör(t)en Werner Bernreuther, Hubertus Schmidt in verschiedensten Besetzungen mit Susanne Grütz, Dietmar Voigt u. a., Joachim Schäfer, Andreas Reimann, Heinz-Martin Benecke, Jürgen B. Wolff, Clemens Wachenschwanz, Tobias Klug, Katrin Troendle, Theaterlabor Voigt (Dietmar Voigt und Massa Großwig), Ilona Schlott, Silvia Pscheit, Christine Tiepelmann, die Kieselsteine (mit Maike Nowak, Ines Krautwurst – später auch solistisch mit Stephan König – betreut von Heinz-Martin Benecke und Werner Bernreuther), Dieter Kalka und Dieters Frohe Zukunft, die Gruppe Bistro (hervorgegangen aus der 15-köpfigen Songgruppe Leipzig: Männe Brückner, Anton Hudl, Winni Röhrich, Heike Pötzsch, Christian Bach, Jürgen Panajotidis und Georges de Greef), Christa Mihm, Andrea Thelemann, Michael Pein, die Gruppe UNICUM (Iris und Wolfgang Rothe u. a.), Jörg Schneider, Roland Morgenstern, Akram Mutlak, Menzel Menzel Mau, Radjo Monk mit Erwin Stache, Mitte der 1980er Jahre auch Trötsch Tröger, Stephan Westkämper mit Band, die Findlinge, „Schütz mit uns“ (Uwe Schneider, Sebastian Richter und Peter Schütz), die Wurzener Stadtmusikanten Ge Em Be Ha, Gruppe fis (Mario Jakob b/cl, Thomas Stolp p, Michael Kops git/voc, Matthias Stolp fl), die Lose Skiffle Gemeinschaft Leipzig-Mitte, Frank und Frey (Delia Franke und Ingeborg Freytag), Gruppe Animus, Heike Hanus, Bettina Knochenhauer, Method Laurentius Rentsch, die „Ulknudel“ Zara Jähnel, der Ende der 1980er Jahre zugezogene Jens-Paul Wollenberg und als Leiter des Poetischen Theaters und auch Darsteller Michael Hametner sowie eine Vielzahl von Musikern.
Zu Liedermachern aus dem christlichen Umfeld gehör(t)en der Schriftsteller Steffen Mohr, die Gruppe Kaktus, der ökologische Themen aufgreifende Ralph Elsässer und der Bürgerrechtler Martin Jankowski.

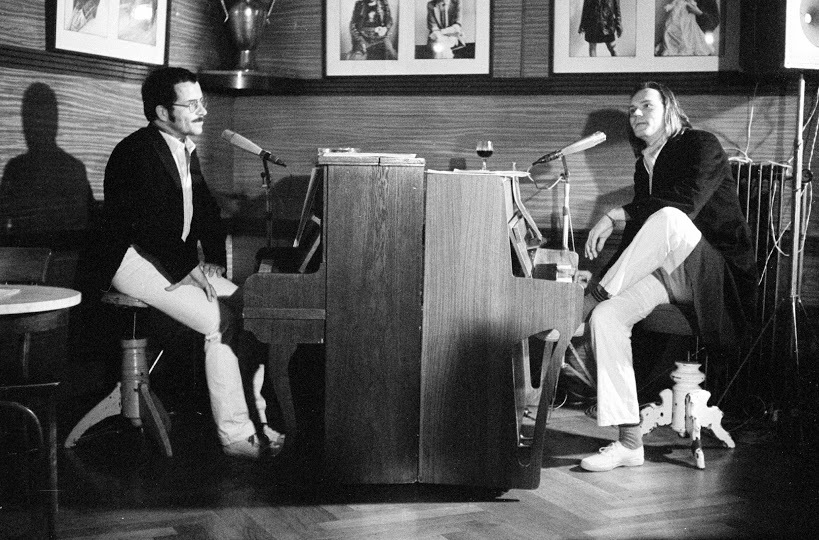
Heinz-Martin Benecke und Hubertus Schmidt; Programm: Dur oder Moll

## Stile und Darbietungsformen
Auffällig ist die in der DDR einmalige Vielfalt der Stile und Darbietungsformen, ähnlich der Leipziger Schule in der Bildenden Kunst. Je nachdem, ob die Interpreten text-, musik- oder schauspielorientiert waren, entwickelten sich unterschiedliche Darbietungsweisen.
Neben „Einzelkämpfern“ auf der Gitarre wie Akram Mutlak mit anarchisch-poetischen Gesängen und Maike Nowak gab es Interpreten, die sich von einer Band begleiten ließen, wie Stephan Westkämper (mit Siegmund Kiesant/Gitarre, Hartmut Köllner/Saxophon und Fagott und Andreas Schrödter/Bass); sowie die Gruppe „Bistro“. Maike Nowak gründete später die Gruppe „Kieselsteine“, Dieter Kalka „Dieters Frohe Zukunft“.
Klassiker und Gegenwartslyriker wurden in einer regelrechten Bandbreite serviert, angefangen von Bertolt Brecht, Fritz Grasshoff, Peter Hacks, Adolf Endler, Paul de Kock (Schmidt/Grütz/Voigt u. a.), weiterhin Hermann Hesse, Ingeborg Bachmann, Gottfried Benn, Wolfgang Borchert, Hermann Schäfer, Eva Strittmatter (Schäfer), Arthur Rimbaud, Kurt Arnold Findeisen, Emanuel von Bodman, Carl Michael Bellman (Kalka) und François Villon (Wollenberg), sowie Nonsensliteratur von Edward Lear, Jacobus Schnellpfeffer, Hanns Theodor Wilhelm Freiherr von Gumppenberg (Liedtheater „schmidt oder so“). Die Gruppe FIS inszenierte ein Programm Chamber-Music nach Texten von James Joyce. Stücke von Konstantin Wecker, André Heller, Herman van Veen und James Taylor waren im Repertoire, u. a. von der Gruppe Bistro, die Rock-Chansons, aber auch vertonte Texte von Kurt Drawert bot.
Aus der Folkszene wechselten Musiker und Bands ins Lied, so Dieters Frohe Zukunft und die Wurzener Stadtmusikanten Ge Em Be Ha. Jürgen B. Wolff gründete das Duo Sonnenschirm. Die „Findlinge“ arbeiteten mit Bela Danc als Regisseur an einem Programm.
Auf der Studentenbühne des Poetischen Theaters entstanden in Zusammenarbeit mit Liedinterpreten Programme von Erich Kästner „Auch Anmut kann erschüttern“, Klabund „Klabund! Die Tage dämmern!“ und Wladimir Majakowski: „Die Chöre des Herzens qualmen wie Lunte“.
Ilona Schlott (mit Thomas Heyn als Komponisten) und Christa Mihm sangen Jiddisch, der Chilene José Pérez interpretierte Reimann-Texte, für die er bei den Nationalen Chansontagen einen Preis erhielt sowie Nachdichtungen lateinamerikanischer Folklore: Lieder aus drei Kontinenten. Der Sorbe Method Laurentius Rentsch sang Bulat Okudschawa auf Deutsch.
Einige Lyriker trugen ihre Texte musikalisch untermalt vor, wie Radjo Monk mit Erwin Stache und Lutz Nitzsche-Kornel mit der Band SVK (u. a. mit Hatz und Tino Standhaft). Trötsch Tröger trat mit einem Punk-Habitus auf. Maike Nowak thematisierte die gleichgeschlechtliche Liebe mit ihrer Band Kieselsteine, später auch als Solistin. Mit Ines Krautwurst sollten sie Mitte der 1980er Jahre als „Hoffnungsträger“ zu den Nationalen Chansontagen delegiert werden. Die Delegierung wurde zurückgenommen und es folgte auch ein Auftrittsverbot für das Duo.
Silvia Pscheit sang Lieder von Claire Waldoff und Lene Voigt sowie „Wiener G’schichten“. Die Lose Skiffle Gemeinschaft Leipzig-Mitte bot „alte Schlager in Monsterbesetzung“ und Tobias Klug, ein „anzuggekleideter Virtuose auf dem Kontrabass, trug literarische Nonsenstexte von Christian Morgenstern vor“ (Regie Friedel von Wangenheim).

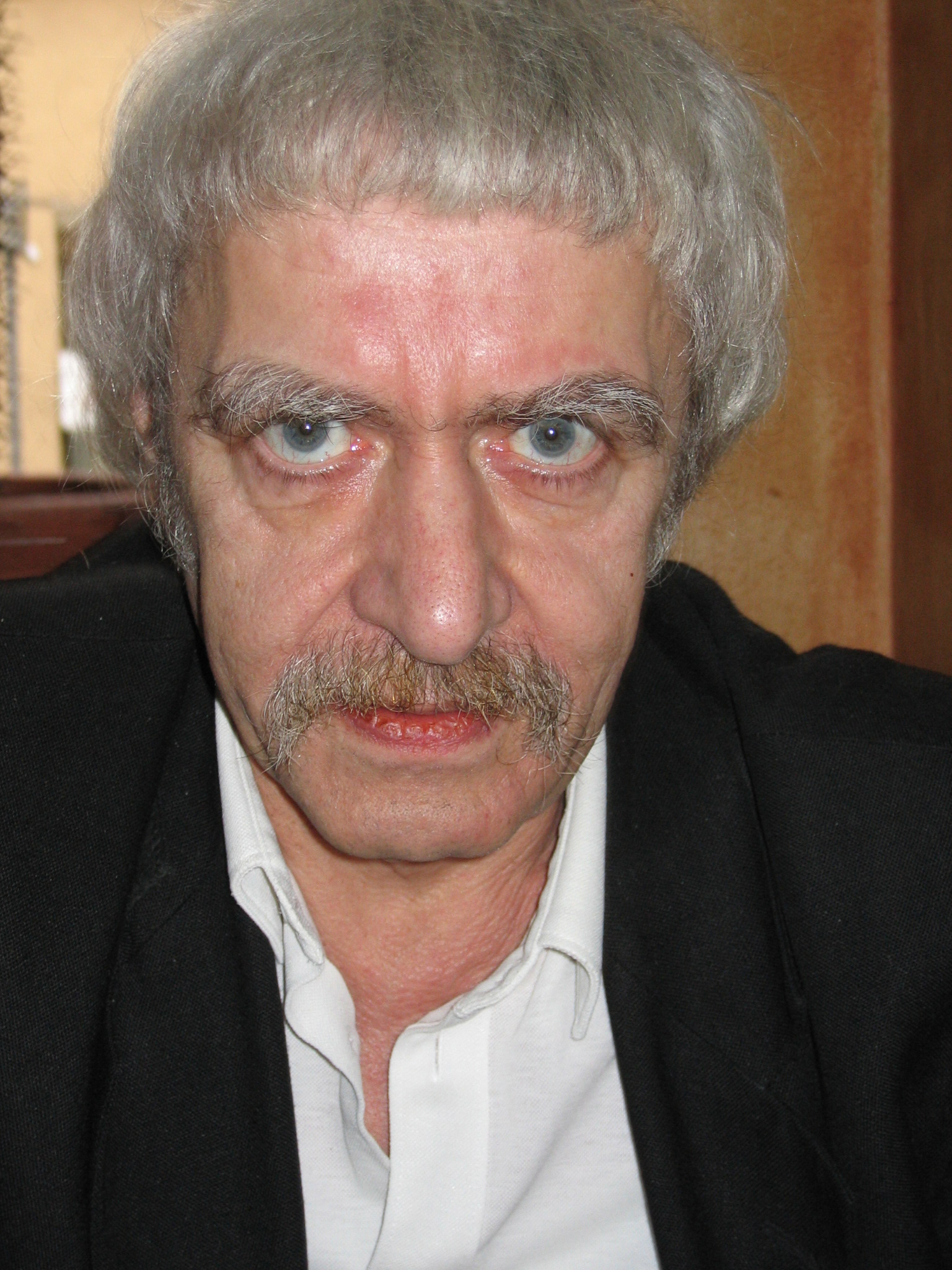
Andreas Reimann

## Inhalte
Die Themenvielfalt war breit gefächert vom Liebeslied bis zur Begegnung amerikanischer und sowjetischer Soldaten an der Torgauer Brücke (Benecke) und Lieder über den Alltag – aber ganz entgegen den „ideologisch überfrachtet(en)“ „Kaisergeburtstagssängern“ aus den FDJ-Singeklubs.
Zeitgeschichtlich relevant nach der Brechtmaxime  „In den finsteren Zeiten / Wird da auch gesungen werden? / … Von den finsteren Zeiten“ behandelten einige Liedermacher durchaus Unerwünschtes und Tabuthemen. Im „Buchenwaldlied“ beschreibt Salli Sallmann eine Brigade-Sauftour ins KZ Buchenwald und entlarvt damit die Scheinheiligkeit solcher Besuche: „Anstatt mit Trauerflor/ geht er durchs Lagertor/ mit der Bockwurst in der Hand.“ Über die großen Träume und banalen Wirklichkeiten handelt Reimanns Klassentreffen: „Was ist aus euch geworden/ Kumpane mancherlei / der eine ist im Norden, der andre in der Partei...“ (Reimann/Schmidt) sowie die Überalterung im Regierungsapparat Angesichts der alten Männer: „Die heben den Schwanz mit nem Handflaschenzug“ (Reimann/Schmidt) und über eine alte Bekannte, die „Die Ulpa-Frau aus Reykjavík“ (Reimann/Schmidt), ein Lied für die Ex-Leipzigerin und Exilantin Helga M. Novak.
Reimanns Landschaftsgründung sowie Bernreuthers „Komm ich aus Prag nach Leipzig an der Pleiße, dann weiß ich wohl, was mir an Leipzig stinkt“ sowie einige Lieder von Ralph Elsässer behandelten Umweltthemen.
Der Riss im Land wird thematisiert von Kalka: „Dann hat die Erde einen Riß/ dann ist das Land ein Gefängnis“, auch im Vaterlandslied: „Mein Vaterland ist/ wo die Roststacheln blühen...“, ebenso von Bernreuther: Die Mauer „gab dem Land Ruhe/ und beruhigt mich nicht“, sowie „O Haupt voll Blut und Wunden/ willst immer durch die Wand./ Hast dich umsonst geschunden/ das Bauwerk hat Bestand.“ Über die Wahl ’89 schrieb Kalka: „Wähl’n ’se oder wähl’n ’se nicht,/ ist doch egal,/ ansonsten wählt’n andrer für sie mit“. Eine Parodie auf die organisierten Umzüge wie dem 1. Mai und den Jahrestag der Republik lieferte das Duo Sonnenschirm mit dem „Tribünenheber“. Bernreuther formulierte es so: „Und Chöre schrein gierig: Hurra und Hurra!!/ Da sind Lieder nicht mehr vonnöten. / Dann sind nur die ehernen Orgeln noch da/ mit ihren kopflastigen Flöten.“ und über die Ausgereisten: „Was ist los, wenn Freunde gehen, / wenn sie dem Land den Rücken drehn?“ 1974, fünfzehn Jahre vorher, schrieb Salli Sallmann bereits: „Glaube, was sie dir vorplärren!/ Glaube immer jeden Mist./ Spüre, wie die hohen Herren/ mit dir Sozialismus spiel'n,/ daß du ihn vergißt …“ (Vorschlag für die textliche Neugestaltung der Nationalhymne der DDR).
Reimanns Chanson über den „Einfachen Frieden“ (Reimann/Schäfer) war eine Antwort auf die Inflation von sogenannten Friedensliedern wie dem Schlager Ein bisschen Frieden, die im Angesicht der Aufrüstung beider Systeme verfasst wurden, und Reimanns Chanson wurde bald von Gisela Steineckert mit einem Text gleichen Titels beantwortet. Als Replik auf die Bewegung „Schwerter zu Pflugscharen“ schrieb der Berliner IM Heinz Kahlau das Gedicht: „Der Friede muß bewaffnet sein“.
Mit „Mein Lieb, kennst du die Weichsel“ thematisierte Steffen Mohr den Mord des polnischen Geheimdienstes an dem Priester und Solidarność-Unterstützer Jerzy Popiełuszko.

## Einzelne Vertreter

### Andreas Reimann
Reimann war kein Vielschreiber, aber viele wollten ihn singen. Da er nach seinem Gefängnisaufenthalt nur sehr wenig publizieren konnte, schrieb er für Interpreten. Dazu gehörten Joachim Schäfer, Hubertus Schmidt und Susanne Grütz, Stephan Krawczyk, Christine Tiepelmann, Andrea Thelemann, Barbara Kellerbauer, José Pérez, die Gruppe „Anfang März“ und einige Rockbands wie „Lift“. Insgesamt waren es über 50 Interpreten. Viele Texte wurden mehrfach vertont.
Seine Texte waren auf der Bühne allzeit präsent, und wer das Wort ergriff, musste sich an ihm messen und messen lassen.

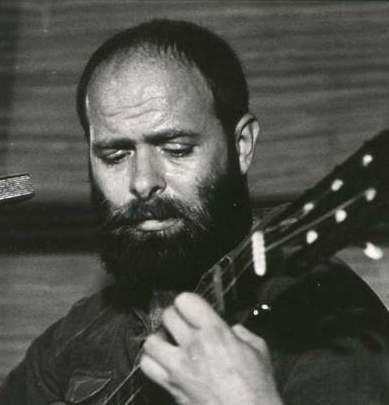
Werner Bernreuther

### Werner Bernreuther
Bernreuther lehrte Bühnenpräsenz und Interpretation, war Dozent an der Leipziger Musikhochschule, künstlerischer Leiter der Chansontage im Kloster Michaelstein und ab 1984 als stellvertretender Vorsitzender der Sektion Chanson und Liedermacher beim Komitee für Unterhaltungskunst der DDR. In dieser Funktion war er ab 1986 zuständig für die Konzeption und Durchführung eines zweijährigen Lehrganges für Liedermacher, bestehend aus jeweils 14-tägigen Intensivkursen, die sogenannte „Liedermacherhochschule der DDR“.
Zu seinen Leipziger Schülern, für die er als Mentor arbeitete, gehörten Hubertus Schmidt, Ilona Schlott, Dieter Kalka, Andrea Thelemann, Michael Pein, Maike Nowak und Ines Krautwurst, dazu Stephan Krawczyk (Gera/Berlin), Norbert Bischoff, Frank Viehweg, Liederfirma Dietze (jeweils Berlin) und Edward Güldner (Dresden).
Wenn Bernreuther auch meist im Hintergrund arbeitete, hat er durch seine Qualitätsstandards vor allem die kritischen Liedermacher gestärkt. Denn, ein kritisches Lied schlecht vorgetragen, konnte schon wegen der mangelhaften künstlerischen Qualität bemängelt werden. Umgekehrt musste man zumindest darüber reden. Gespräche über Inhalte allerdings vermieden die Amtsträger, so weit es ging.

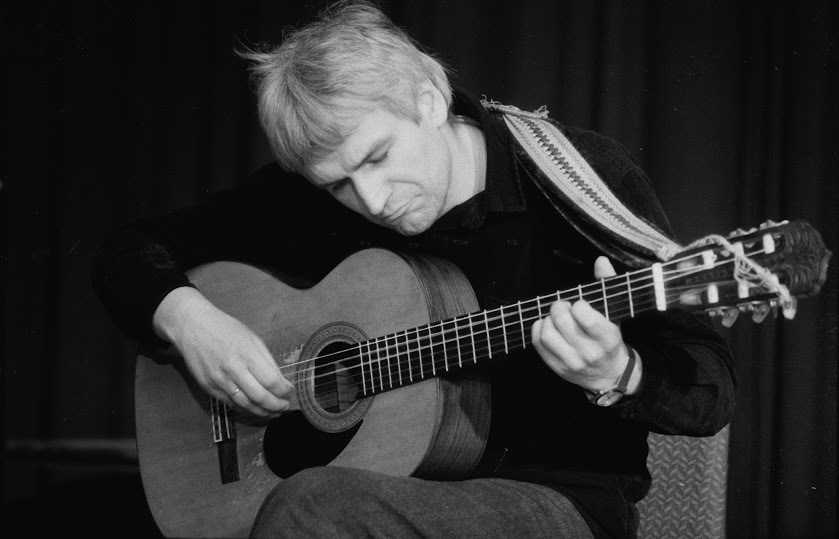
Leipziger Liederszene, Joachim Schäfer

### Marie-Elisabeth Thuemmel-Baum
Die Koloratursopranistin Marie-Elisabeth Thuemmel-Baum war über neunzig Jahre alt, galt als Geheimtipp und nahm für eine Gesangsstunde, wenn man wöchentlich kam, 5 Ostmark, ansonsten das Doppelte. Ihre esoterische Sichtweise auf die menschliche Tonerzeugung, wie z. B. der „weltumspannende Vokal A“, passte so gar nicht in das verordnete atheistische Weltbild. Zu ihren Schülern zählten Joachim Schäfer, Katrin Troendle, Dieter Kalka u. a.
Auf ihrem Grabstein steht: „Durch die Liebe diene einer dem andern.“ Das könnte beinahe auch für die Leipziger Liederszene zutreffen, oder, wie es Ines Krautwurst etwas nüchterner formulierte: „Wir haben uns ja alle gekannt. Mehr noch: Wir mochten uns sogar!“

### Joachim Schäfer
„Der Stoff, aus dem seine Lieder sind, ist jenes besondere Stück Leben im Randbereich ausgegrenzter Gefühlswelten … Wer mit dem Herzen denkt, hat den Kopf frei für Gefühle.“ Als Absolvent der Leipziger Musikhochschule war Schäfer Gitarrenvirtuose, Komponist und Sänger, seine Stimme deckte einige Register Bandbreite ab, und als Gitarrenlehrer hat er einigen aus der Szene die Finger geschliffen.
„Würde er noch leben, würde ich gleich morgen eine Audienz bei ihm beantragen. Nicht beim Papst – bei Schäfer“, sagte Kalka über ihn. Hubertus Schmidt nannte ihn den „Meister der leisesten Töne“.

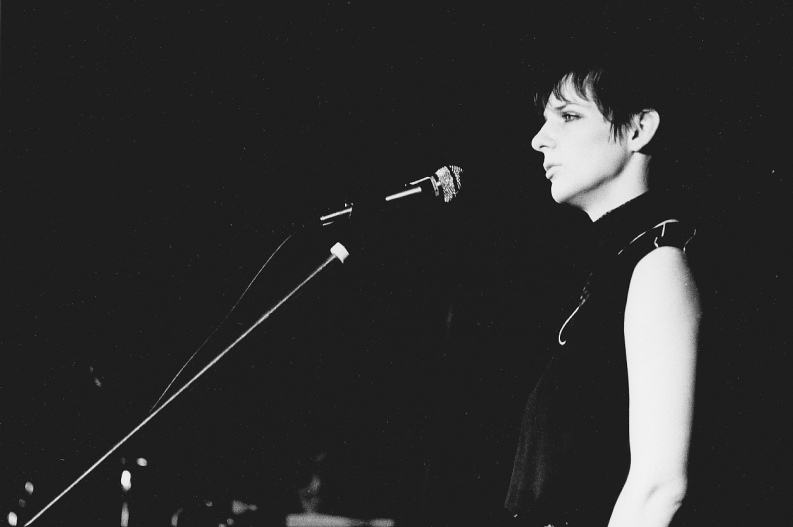
Leipziger Liederszene: Ines Krautwurst

## Preisträger
Leipzig wurde die Chansonhauptstadt der DDR genannt, weil ein überproportionaler Anteil der Preisträger der Nationalen Chansontage Frankfurt/Oder aus Leipzig kam. Trotzdem erhielt bis auf den Oktoberklub-Texter Kurt Demmler und das Duo Sonnenschirm (1989) keiner der Interpreten die Möglichkeit, eine LP aufzunehmen. Kritische Verse waren in der Gorbatschow-Ära kaum noch zu verhindern, aber ihre Verbreitung durch Medien und Tonträger schon.
Preise (nur Nationale Chansontage)

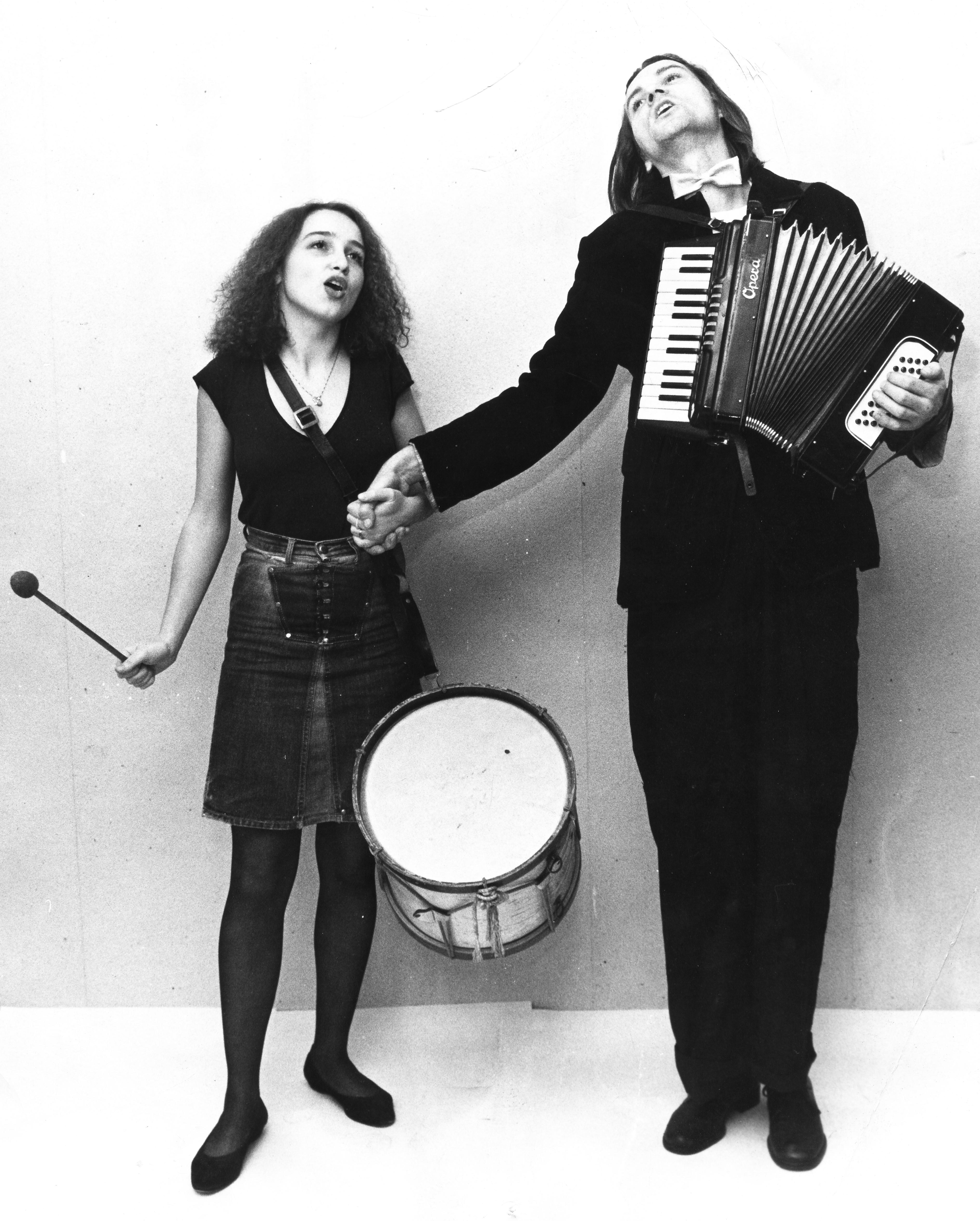
Susanne Grütz und Hubertus Schmidt, Mehrfachpreisträger der Chansontage, Foto: Andreas Liebich

- Hubertus Schmidt (mit Texten von Andreas Reimann), Preisträger der 2. und 6. Chansontage
- Silvia Pscheit, Preisträgerin der 3. Chansontage
- Werner Bernreuther, Preisträger der 4. Chansontage
- Joachim Schäfer (mit Texten von Andreas Reimann), Preisträger der 4. und 6. Chansontage
- Thomas Heyn, Preisträger der 5. Chansontage
- Wolfgang Rothe, Preisträger der 6. Chansontage
- Heinz-Martin Benecke, Preisträger der 7. Chansontage
- Ilona Schlott, Preisträgerin der 7. Chansontage
- Susanne Grütz und Hubertus Schmidt (mit Texten von Andreas Reimann), Preisträger der 8. Chansontage (2 Preise, Preis des Oberbürgermeisters der Stadt Frankfurt)
- Tobias Klug, Preisträger der 8. Chansontage (Preis der Präsidentin des Komitees für Unterhaltungskunst der DDR)
- José Pérez, Preisträger der 8. Chansontage (mit Texten von Andreas Reimann)
- Duo Sonnenschirm, Preisträger der 9. Chansontage (2 Preise)
- Dieter Kalka, Preisträger der 9. Chansontage
- Maike Nowak, Preisträgerin der 9. Chansontage
- Ines Krautwurst und Stephan König, Preisträger der 9. Chansontage (mit Texten von Andreas Reimann)

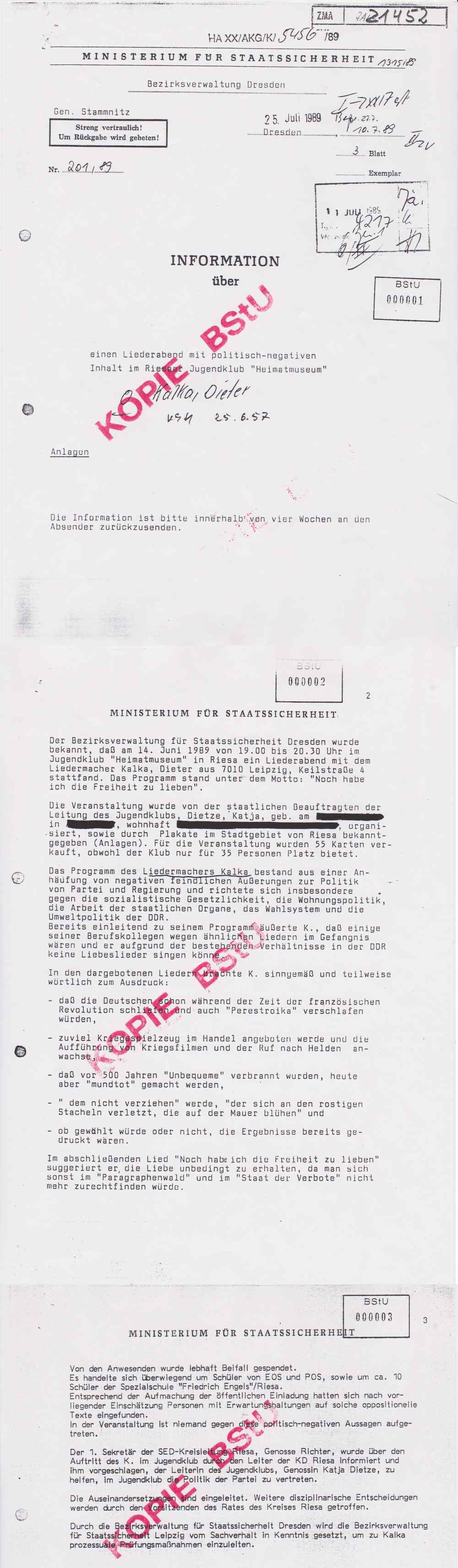
Streng vertraulicher Spitzelbericht über einen Auftritt Kalkas im Riesaer Jugendklub im Juni 1989, Quelle: BStU, MfS, HA XX, ZMA, Nr.: 21452, Seite 1–3

- Ines Krautwurst und Stephan König, Preisträger der 10. Chansontage

## Aufnahmemöglichkeiten und Massenmedien
Während der Oktoberklub sechs LPs produzierte, waren bis auf wenige Ausnahmen offizielle Studioaufnahmen auch einzelner Titel so gut wie unmöglich, obwohl in einigen Kulturhäusern wie dem Haus Leipzig professionelle Studiomaschinen und auch Neumann-Mikrophone vorhanden waren. Eichler beschrieb es so: „Und der Rundfunk war auch ein Filter, der nur gereinigtes Liedgut über seine Antennen ließ“.
Daher schuf Hubertus Schmidt ab 1986 zuerst für sich und sein Liedtheater „schmidt oder so“ in seinem Proberaum Aufnahmemöglichkeiten. Später dann – ohne Honorar – auch für Kollegen wie Werner Bernreuther, Christine Tiepelmann, Frank und Frey sowie Dieter Kalka. Mit einem vierspurigen tschechoslowakischen Spulentonband Marke TESLA und einem Mischpult. Ab 1987 verkauften Schmidt und Kalka in Ermangelung anderer Publikationsmöglichkeiten anfangs Bänder, später Tonkassetten mit Privataufnahmen ihrer Werke als Samisdat/Magnitisdat. Durch ein von Kalka in den Westen geschmuggeltes Band mit diesen Aufnahmen erhielt er 1987 ein Plattenangebot, allerdings kam der Brief bereits aufgerissen bei ihm an.
1986 gab es einen TV-Mitschnitt des Lieder-Circus vom 9. Juni (u. a. mit Grütz/Schmidt, Bernreuther und Klug). Der wurde vollständig nach Belgien verkauft und dort auch gesendet. Ende der 1980er Jahre, oft nach erfolgreicher Teilnahme an den Nationalen Chansontagen, wurden Studioaufnahmen in Auftrag gegeben, u. a. für Hubertus Schmidt, Susanne Grütz und Dieter Kalka. Maike Nowak sollte eine LP bei Amiga bekommen, die aber auch nicht mehr realisiert wurde.
Vom Auftritt des Duo Sonnenschirm auf den 9. Chansontagen in Frankfurt/Oder 1987 sendete der DDR-Rundfunk einen Konzertmitschnitt.
Zum Konzert von Heinz-Martin Benecke, welches der Rundfunk 1988 mitschneiden sollte, fiel zufällig eine der beiden Boxen aus, so dass Benecke selbst absagen wollte. Das Konzert wurde dann doch aufgenommen, aber arg zusammengeschnitten gesendet. Die Studioaufnahmen von Schmidt/Grütz vom Sommer 1989 gelangten nicht mehr über den Sender Leipzig.
Von Werner Bernreuther gab es bereits einige Titel auf der AMIGA-LP Kleeblatt Nr. 7, auf der Hitparade der Liedermacher sowie auf der Live-LP des Liederzirkus (Mitschnitt vom 28. Mai 1986), auf der Schmidt/Grütz und Tobias Klug ebenfalls mit je einem Titel vertreten waren. Heinz-Martin Benecke hatte drei Titel auf der Kleeblatt Nr. 12. Die LP „Beschattung“ des Duo Sonnenschirms erschien 1989. Auch hier hatten die Verantwortlichen bei Amiga erst kurz vor dem Untergang des Landes begonnen umzudenken.
Kurz nach der Wende wurden Titel u. a. von Schmidt/Grütz und Kalka beim WDR, NDR, DLF und dem Dänischen Fernsehen (Jens Nauntofte) gesendet. Eine 45-Minuten-Sendung über die Leipziger Szene von Rüdiger Heimlich unter dem Titel „Musikalischer Protest“ lief im Oktober 1990 auf der Deutschen Welle. Heinz-Martin Benecke war bis zu seiner Pensionierung in den 1990er Jahren beim MDR tätig und stellte Chansonsendungen u. a. über Dieter Kalka zusammen. Jürgen B. Wolff, Schmidt und Kalka waren später zu Gast bei „Figaro trifft“.

## Illegale Tonproduktionen / Magnitisdat
Ab Mitte der 70er produzierte Hubertus Schmidt eigene Programme sowie die anderer Kollegen, welche dann als Magnitisdat-Produktionen während der Konzerte verkauft wurden. Dabei befand sich der Künstler in einer Grauzone und die Vervielfältigung der Tonaufnahmen hätte juristisch durchaus auch zu seinen Ungunsten ausfallen können. Dabei sind eine stattliche Anzahl von Tonaufnahmen entstanden. Bei den heute regelmäßigen Liederszenesendungen auf Radio Blau und podcast auf der Allgäuer Milchschleuder Poesie&FeatureFunk sind sie noch heute regelmäßig zu hören.

### Magnitisdat (Auswahl)
- ‘‘Wollust und Verlust‘‘, „Reimann – Ensemble“, Gisela Schmidt (voc), Andreas Reimann (voc), Hubertus Schmidt (p), studio schmidt oder so 1976.
- ‘‘Abschied‘‘, Hubertus Schmidt, studio schmidt oder so 1980.
- ‘‘Glashaus‘‘, Hubertus Schmidt solo, studio schmidt oder so 1981.
- ‘‘Galgenlieder‘‘, Lied-Theater schmidt oder so 1983.
- ‘‘…und sage gar, was mein Begehren ist‘‘, Duo Grütz/Schmidt‚ studio schmidt oder so 1986.
- ‘‘22 Songs‘‘, Hubertus Schmidt mit Sigmund Kisant, git., studio schmidt oder so 1986.
- ‘‘Die blaue Blume‘‘, Menzel, Menzel, Mau‚ studio schmidt oder so 1987.
- ‘‘Unersättlich‘‘, Dietmar „Didi“ Voigt mit Massa Großwig‚ studio schmidt oder so 1987.
- ‘‘Das utopische Festival‘‘, Dieter Kalka,  studio schmidt oder so 1987.
- ‘‘Die Schimmelblume‘‘, Jens-Paul Wollenberg, Studio Schmidt oder so 1988.
- ‘‘Noch habe ich die FREIHEIT zu lieben‘‘, Dieter Kalka, Studio Schmidt oder so und Studio Peter Gläser 1988.
- ‘‘Sehnsucht nach Heimweh‘‘, Werner Bernreuther‚ studio schmidt oder so 1989.

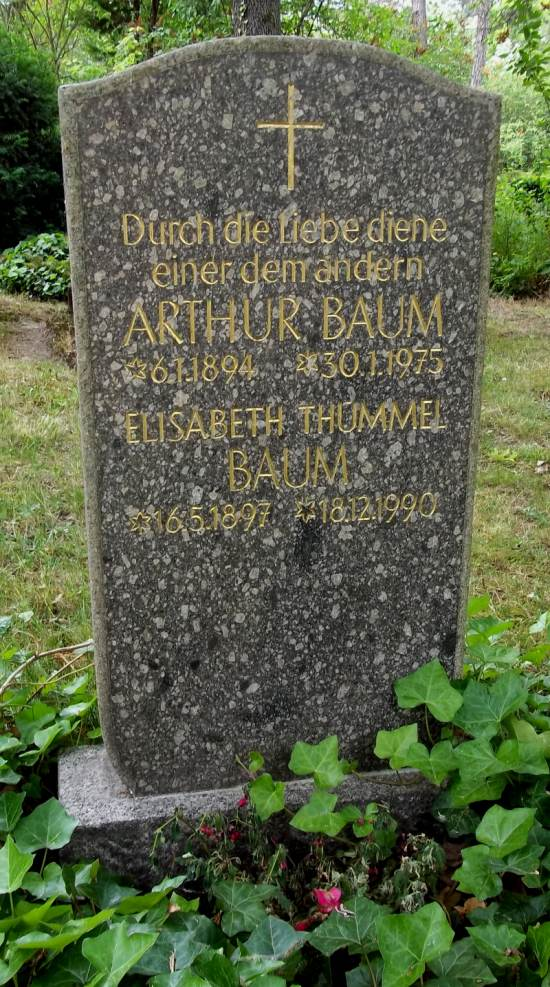
Grabstein von Marie-Elisabeth Thuemmel-Baum

## Rezeption in Printmedien
Journalisten wie Moritz Jähnig und Harald Pfeifer schrieben für Leipziger Tageszeitungen wie Die Union, Mitteldeutsche Neueste Nachrichten und das Tageblatt. Conny Molle hat in ihren vornehmlich für die Berliner Monatszeitschrift Unterhaltungskunst Porträts von 1985 bis 1989 die Leipziger Liederszene ausführlich beschrieben und charakterisiert.

## Fotografen
Der wichtigste Fotograf jener Zeit war Jochen Janus. Neben Edith Tar hat vor allem Bernd Heinze alle Solidaritätskonzerte in den Kirchen im Herbst 1989 dokumentiert.

## Lieder der Straße
Im Mittelalter fand die Musik hauptsächlich auf der Straße statt. Mitte der 1980er Jahre begannen erste Mittelalterfolkbands diese Tradition wiederzubeleben, auch einige Liedersänger wie der Theologiestudent Jochen Läßig. Aber er ließ es, wie auch der Liedermacher Dieter Kalka, darauf ankommen und sang weiter, obwohl es eine Festnahme nach sich ziehen würde. Während über hundert Leute sangen „We shall overcome“, wurde Kalka von einem Dutzend Polizisten aus der Mädlerpassage ins Freie gezerrt. Das einen Monat am 10. Juni 1989 folgende „illegale“ Straßenmusikfestival, vor dessen Teilnahme Genosse Geldner (Abteilung Kultur beim Rat des Bezirkes Leipzig) alle Leipziger Künstler warnte, „denn er könne dann seine schützende Hand nicht mehr über sie halten“, war dann der Anfang vom Ende des Arbeiter- und Bauernstaates. Kaum war das Straßenmusikfest im Gange, wurden viele Gitarren von Sicherheitskräften zertrampelt, die Teilnehmer auf LKWs gezerrt und „zugeführt“. Tausend Mark Geldstrafe kostete das Läßig, viele andere Teilnehmer zahlten bis zu fünfhundert Mark.
So endete alles, wie es einst einmal begann: auf der Straße.

## Teilnehmer der Solidaritätskonzerte im Herbst 1989
Die Solidaritätskonzerte fanden im Oktober 1989 in der Lukaskirche, der Michaeliskirche und der Bethanienkirche statt. In der Lukaskirche sammelte man Geld, um den Inhaftierten der Demonstrationen helfen zu können. Folgende Künstler traten auf: Saxumi (Michael Massa Großwig und Thomas Hanke), Martin Jankowski und Andreas Schanze, Joachim Schäfer, Roland Morgenstern, Heinz-Martin Benecke, Erwin Stache, Dieter Kalka, die Band „Defloration“, Jörg Schneider, Andreas Reimann, die Gruppe Bistro (später „Dreif“ mit Anton Hudl und Matthias Brückner) Thomas Kunert und Jens Butscher, und andere.

## Wahrnehmung
Die Monatsschrift „Unterhaltungkunst“ publizierte ab 1985 eine ausführliche Porträtreihe „Leipziger Liedermacher“, der ein Artikel über die „Leipziger Cafélieder“ vorangestellt wurde, wo das Aufblühen der Szene nach Meinung des Autors Michael Meyer vor allem durch die Präsenz der Caféhäusern erfolgte, weil „Leipzig zweifelsohne hierzulande führend in der Zahl der … Kaffeehäuser und -stuben“ war.
Conny Molle verwendete schon in ihrem zweiten Artikel über Joachim Schäfer den Begriff Lied-Szene, da die Liedermacher nur einen Bruchteil der singenden Zunft ausmachten.

## Publikationen
- Leipziger Liederbuch, Ralph Grüneberger und Walter Thomas Heyn, Liederbuch mit Noten, Songtexten und Fotos von Sigrid Schmidt und Gerhard Weber, edition kunst und dichtung, ISBN 978-3-937264-33-2.
- L.E.IPZIGER LIEDERSZENE der 1980er Jahre, CD/DVD und Buch. Hg./Red.: Hubertus Schmidt, Jürgen B. Wolff, Uli Doberenz, Dieter Kalka. Loewenzahn/RUM Records. Leipzig 2018.

## Sendereihe zur Leipziger Liederszene
- Liederszene-Sendung 1 mit Hubertus Schmidt, 22. August 2017, 20 Uhr, podcast auf der Allgäuer Milchschleuder Poesie&FeatureFunk
- Liederszene-Sendung 2 mit Heinz-Martin Benecke, 29. September 2017, 20 Uhr, podcast auf der Allgäuer Milchschleuder Poesie&FeatureFunk
- Liederszene-Sendung 6 mit Jürgen B. Wolff am 15. Januar 2018, podcast auf der Allgäuer Milchschleuder Poesie&FeatureFunk
- weitere Sendungen podcast mit Clemens Peter Wachenschwanz, Sachsendiva Katrin Troendle, Ines Agnes Krautwurst, Susanne Grütz, Tobias Klug, Robert Mau, dem Songschreiber Andreas Reimann auf der Allgäuer Milchschleuder Poesie&FeatureFunk